# Arcul de triumf (film din 1948)
Arcul de triumf (în engleză Arch of Triumph) este un film de dragoste american din 1948, realizat de Enterprise Productions. Filmul a fost regizat de Lewis Milestone și a adaptat romanul Arcul de triumf⁠(de)[traduceți] (1945) al scriitorului Erich Maria Remarque. Rolurile principale sunt interpretate de actorii Ingrid Bergman și Charles Boyer, iar în film apar și Charles Laughton și Louis Calhern.

## Producție
Numele filmului este o referire la Arcul de Triumf din Paris, unde are loc întâlnirea celor două personaje principale. Varianta brută a filmului avea o durată de patru ore, iar după ce a ajuns la două ore prin tăieri succesive, mai mulți actori au dispărut din film. Irwin Shaw a petrecut cinci luni scriind scenariul, dar apoi a renunțat atunci când Lewis Milestone i-a cerut să adauge o poveste de dragoste. Milestone a rescris apoi scenariul, care a fost folosit în acest film. Salariul lui Ingrid Bergman pentru acest film a fost de 175.000 dolari + 25% din profitul net.
Șeful MPAA al Production Code Administration de la acel timp, Joseph Breen, a criticat violența din scenariu. Din film a fost tăiată scena în care Ravic îl omoară pe Haake, îi pune cadavrul în portbagajul mașinii, îl dezbracă, îl îngroapă și apoi îi arde hainele. Breen a obiectat și față de faptul că omorul a rămas nepedepsit, dar a cedat în cele din urmă.
În anul 1985 a fost realizată o versiune pentru televiziune, intitulată tot Arcul de triumf, cu Anthony Hopkins în rolul dr. Ravic.

## Rezumat
Parisul de dinaintea celui de-al Doilea Război Mondial este aglomerat cu refugiați ilegali, care încearcă să scape de deportare. Unul dintre ei este dr. Ravic (Charles Boyer), care sub un nume fals practică ilegal medicina, ajutând astfel alți refugiați. El o salvează pe Joan Madou (Ingrid Bergman) de la sinucidere, după moartea subită a iubitului ei. Ei încep o relație împreună, dar el este deportat, iar ea devine amanta unui bărbat bogat, Alex (Stephen Bekassy). În tot acest timp, Ravic urmărește să se răzbune pe ofițerul nazist Haake (Charles Laughton), iar în cele din urmă este declarat războiul între Franța și Germania.

## Distribuție
- Ingrid Bergman - Joan Madou
- Charles Boyer - Dr. Ravic
- Charles Laughton - Ivon Haake
- Louis Calhern - Boris Morosov
- Roman Bohnen - Dr. Veber
- J. Edward Bromberg	 - directorul hotelului de la Verdun
- Ruth Nelson - Madame Fessier
- Stephen Bekassy - Alex
- Curt Bois - chelnerul tatuat
- Art Smith - inspectorul
- Michael Romanoff - căpitanul Alidze